# 撫養站
撫養站（日语：／ Muya eki */?）是一位於日本德島縣鳴門市撫養町南濱權現、隸屬於四國旅客鐵道（JR四國）的鐵路車站。車站編號為N09。本站曾為鳴門線的終點站；同時亦經過多次的改名，現時為無人站，附近民居較為集中，因此較多人使用。

## 車站結構
在鳴門線沿線，除了鳴門站和池谷站外，本站是唯一設有站舍的車站，現時為第二代車站，以鐵架、磚及鐵皮所搭成，設有候車室及自助售賣機。第一代車站為木製建築，於20世紀70年代時隨無人化而拆卸，改為現時車站站房。月台有效長度為4輛。
本站設有側式月台1個，有效長度為3輛。其中為對應1500系及1200系氣動車行走，月台於2010年經過改裝，向鳴門站方向的2節車卡長月台被加高。

### 月台配置
| 路線    | 方向     | 目的地         |
| ------- | -------- | -------------- |
| ■鳴門線 | （上行） | 鳴門方向       |
| ■鳴門線 | （下行） | 池谷、德島方向 |

## 歷史
- 1916年7月1日：阿波鐵道鳴門線開業，為總站[3]
- 1928年1月18日：伸延至鳴門站，變為中途站，改稱為「蛭子前站」（ゑびす前駅）[3]。
- 1933年7月1日：阿波鐵道國有化，成為日本國有鐵道下的車站。車站名中的平假名改為漢字[4][3]
- 1948年8月1日：改回為「撫養站」。[3]
- 1972年10月1日：根據「日本國有鐵道公示－昭和47年9月30日公告254號」，無人化。
- 1987年10月1日：日本國鐵分割民營化，車站的營運由JR四國繼承。

## 相鄰車站
四國旅客鐵道（JR四國）
■鳴門線
鳴門（N10）－撫養（N09）－金比羅前（N08）